# 현덕 (연호)
현덕(顯德, 954년 ~ 960년 1월)은 후주(後周) 태조(太祖) 곽위(郭威)의 두번째 연호이다. 6년 가량 사용하였다. 후주 치세 내내 사용되었다. 현덕 7년(960년) 1월, 조광윤(趙匡胤)이 공제(恭帝)에게 선양 받은 후, 송나라(宋)를 개국하였으며, 그 다음에 연호를 건륭으로 개원하였다.
현덕 연호를 차용한 십국(十國) 국가는 형남(荊南), 오월(吳越), 남당(南唐, 958년 5월 ~ 960년 1월)이 있다.

## 개원
- 광순(廣順) 4년 1월 1일[1](954년 2월 6일)에 연호를 현덕(顯德)으로 개원함.[2][3][4][5]

- 현덕(顯德) 7년 1월 5일[6](960년 2월 4일)에 송나라 건국 후, 연호를 건륭(建隆)으로 건원함.[7][8][9][5]

## 연대 대조표
| 현덕       | 원년            | 2년        | 3년        | 4년             | 5년                                  | 6년        | 7년        |
| 서기(西紀) | 954년           | 955년      | 956년      | 957년           | 958년                                | 959년      | 960년      |
| 간지(干支) | 갑인(甲寅)      | 을묘(乙卯) | 병진(丙辰) | 정사(丁巳)      | 무오(戊午)                           | 기미(己未) | 경신(庚申) |
| 요(遼)     | 응력(應曆) 4년  | 5년        | 6년        | 7년             | 8년                                  | 9년        | 10년       |
| 남한(南漢) | 건화(乾和) 12년 | 13년       | 14년       | 15년            | 16년 대보(大寶) 원년                 | 2년        | 3년        |
| 후촉(後蜀) | 광정(廣政) 17년 | 18년       | 19년       | 20년            | 21년                                 | 22년       | 23년       |
| 남당(南唐) | 보대(保大) 12년 | 13년       | 14년       | 15년            | 16년 중흥(中興) 원년 교태(交泰) 원년 | -          | -          |
| 북한(北漢) | 건우(乾祐) 7년  | 8년        | 9년        | 천회(天會) 원년 | 2년                                  | 3년        | 4년        |

## 동시대 연호

### 중국
요(遼)
- 응력(應曆) (951년 ~ 969년)

남한(南漢)
- 건화(乾和) (943년 ~ 958년)
- 대보(大寶) (958년 ~ 971년)

후촉(後蜀)
- 광정(廣政) (938년 ~ 965년)

남당(南唐)
- 보대(保大) (943년 ~ 957년)
- 중흥(中興) (958년)
- 교태(交泰) (958년)

북한(北漢)
- 천회(天會) (957년 ~ 973년)

대리국(大理國)
- 광덕(廣德) (953년 ~ 967년)

호탄 왕국(于闐)
- 동경(同慶) (912년 ~ 966년)

### 일본
- 덴랴쿠(天曆) (947년 ~ 957년)
- 덴토쿠(天德) (957년 ~ 961년)

## 같이 보기
- 중국의 연호 목록